# Kazachstan op de Olympische Winterspelen 1994
Tijdens de Olympische Winterspelen van 1994, die in Lillehammer (Noorwegen) werden gehouden, nam Kazachstan voor de eerste keer deel.

## Medailleoverzicht
| Sport      | Olympiër         | Discipline                    | Medaille |
| ---------- | ---------------- | ----------------------------- | -------- |
| Langlaufen | Vladimir Smirnov | 50 km klassiek (m)            | Goud     |
| Langlaufen | Vladimir Smirnov | 10 km klassiek (m)            | Zilver   |
| Langlaufen | Vladimir Smirnov | achtervolging 10 km+15 km (m) | Zilver   |

## Deelnemers en resultaten
(m) = mannen, (v) = vrouwen 

### Alpineskiën
| Olympiër         | Discipline     | Resultaat | Prestatie                                                        |
| ---------------- | -------------- | --------- | ---------------------------------------------------------------- |
| Andrej Kolotvin  | afdaling (m)   | 43e       | 1.50,39 (+4,64)                                                  |
| Andrej Kolotvin  | combinatie (m) | 29e       | 3.34,59 (+17,06) afdaling: 1.41,14 slalom: 1.53,45 (58,54+54,91) |
| Olga Vedjatsjeva | afdaling (v)   | 24e       | 1.38,58 (+2,65)                                                  |
| Olga Vedjatsjeva | super g (v)    | 37e       | 1.26,66 (+4,51)                                                  |
| Olga Vedjatsjeva | combinatie (v) | 19e       | 3.20,87 (+15,71) afdaling: 1.29,74 slalom: 1.51,13 (56,89+54,24) |

### Biatlon
| Olympiër      | Discipline | Resultaat | Prestatie                                   |
| ------------- | ---------- | --------- | ------------------------------------------- |
| Dmitri Pantov | 10 km (m)  | 48e       | 31.54,2 (+3.47,2) pen.: 5 (2 + 3)           |
| Dmitri Pantov | 20 km (m)  | 51e       | 1:03.29,8 (+6.04,5) pen.: 6 (1 + 1 + 2 + 2) |
| Inna Sjesjkil | 7,5 km (v) | 4e        | 26.13,9 (+5,1) pen.: 2 (0 + 2)              |
| Inna Sjesjkil | 15 km (v)  | 29e       | 56.16,5 (+4.09,9) pen.: 5 (1 + 3 + 1 + 0)   |

### Freestyleskiën
| Olympiër         | Discipline | Resultaat | Prestatie                    |
| ---------------- | ---------- | --------- | ---------------------------- |
| Aleksej Bannikov | moguls (m) | 21e       | dnq (kwalificatie: 22,98 p.) |

### Kunstrijden
| Olympiër                                 | Discipline | Resultaat | Prestatie                                                 |
| ---------------------------------------- | ---------- | --------- | --------------------------------------------------------- |
| Jelizaveta Stekolnikova Dmitri Kazarlyga | ijsdansen  | 18e       | 35,0 p. (verpl.1: 17 - verpl.2: 17 - org.: 17 - vrij: 18) |

### Langlaufen
| Olympiër                                                                 | Discipline                    | Resultaat | Prestatie                                            |
| ------------------------------------------------------------------------ | ----------------------------- | --------- | ---------------------------------------------------- |
| Nikolaj Ivanov                                                           | 10 km klassiek (m)            | 16e       | 25.48,3 (+1.28,2)                                    |
| Nikolaj Ivanov                                                           | 30 km vrije stijl (m)         | 40e       | 1:20.53,9 (+8.27,5)                                  |
| Nikolaj Ivanov                                                           | 50 km klassiek (m)            | 50e       | 2:22.59,1 (+15.38,8)                                 |
| Nikolaj Ivanov                                                           | achtervolging 10 km+15 km (m) | 19e       | +4.01,7 (10 km:25.48 + 15 km:38.22,5)                |
| Pavel Korolov                                                            | 30 km vrije stijl (m)         | 53e       | 1:23.25,3 (+10.58,9)                                 |
| Sergej Margatski                                                         | 50 km klassiek (m)            | 45e       | 2:21.57,9 (+14.37,6)                                 |
| Andrej Nevzorov                                                          | 10 km klassiek (m)            | 37e       | 26.45,9 (+2.25,8)                                    |
| Andrej Nevzorov                                                          | 30 km vrije stijl (m)         | 42e       | 1:21.14,5 (+8.48,1)                                  |
| Andrej Nevzorov                                                          | achtervolging 10 km+15 km (m) | 31e       | +5.24,1 (10 km:26.45 + 15 km:38.47,9)                |
| Pavel Rjabinin                                                           | 10 km klassiek (m)            | 34e       | 26.41,7 (+2.21,6)                                    |
| Pavel Rjabinin                                                           | 50 km klassiek (m)            | 29e       | 2:18.08,1 (+10.47,8)                                 |
| Pavel Rjabinin                                                           | achtervolging 10 km+15 km (m) | 26e       | +4.56,8 (10 km:26.41 + 15 km:38.24,6)                |
| Vladimir Smirnov                                                         | 10 km klassiek (m)            | Zilver    | 24.38,3 (+18,2)                                      |
| Vladimir Smirnov                                                         | 30 km vrije stijl (m)         | 10e       | 1:16.01,8 (+3.35,4)                                  |
| Vladimir Smirnov                                                         | 50 km klassiek (m)            | Goud      | 2:07.20,3                                            |
| Vladimir Smirnov                                                         | achtervolging 10 km+15 km (m) | Zilver    | +29,2 (10 km:24.38 + 15 km:36.00,0)                  |
| Team Nikolaj Ivanov Pavel Korolov Andrej Nevzorov Pavel Rjabinin         | 4x10 km estafette (m)         | 9e        | 1:47.41,3 (+6.26,3) 27.09,2 27.41,2 26.54,8 25.56,1  |
|                                                                          |                               |           |                                                      |
| Jelena Tsjernetsova                                                      | 5 km klassiek (v)             | 49e       | 16.28,8 (+2.20,0)                                    |
| Jelena Tsjernetsova                                                      | 15 km vrije stijl (v)         | 53e       | 49.56,7 (+10.12,2)                                   |
| Jelena Tsjernetsova                                                      | 30 km klassiek (v)            | 46e       | 1:38.17,0 (+12.35,4)                                 |
| Jelena Tsjernetsova                                                      | achtervolging 5 km+10 km (v)  | 53e       | +8.16,3 (5 km:16.28 + 10 km:33.26,4)                 |
| Oksana Kotova                                                            | 5 km klassiek (v)             | 56e       | 16.40,7 (+2.31,9)                                    |
| Oksana Kotova                                                            | 15 km vrije stijl (v)         | 43e       | 47.02,1 (+7.17,6)                                    |
| Oksana Kotova                                                            | 30 km klassiek (v)            | 47e       | 1:38.34,1 (+12.52,5)                                 |
| Oksana Kotova                                                            | achtervolging 5 km+10 km (v)  | 48e       | +6.33,5 (5 km:16.40 + 10 km:31.31,6)                 |
| Natalja Sjtajmets                                                        | 5 km klassiek (v)             | 52e       | 16.33,4 (+2.24,6)                                    |
| Natalja Sjtajmets                                                        | achtervolging 5 km+10 km (v)  | dns       | niet gestart 10 km (5 km:16.33 + 10 km:niet gestart) |
| Jelena Volodina                                                          | 5 km klassiek (v)             | 33e       | 15.49,7 (+1.40,9)                                    |
| Jelena Volodina                                                          | 15 km vrije stijl (v)         | 47e       | 47.35,6 (+7.51,1)                                    |
| Jelena Volodina                                                          | 30 km klassiek (v)            | 21e       | 1:31.43,1 (+6.01,5)                                  |
| Jelena Volodina                                                          | achtervolging 5 km+10 km (v)  | 38e       | +5.23,0 (5 km:15.49 + 10 km:31.12,1)                 |
| Team Natalja Sjtajmets Jelena Tsjernetsova Oksana Kotova Jelena Volodina | 4x5 km estafette (v)          | 13e       | 1:03.13,0 (+6.00,5) 16.23,7 15.53,8 15.45,3 15.10,2  |

### Schaatsen
| Olympiër             | Discipline   | Resultaat | Prestatie         |
| -------------------- | ------------ | --------- | ----------------- |
| Radik Biktsjentajev  | 1500 m (m)   | 29e       | 1.56,73 (+5,44)   |
| Radik Biktsjentajev  | 5000 m (m)   | 16e       | 6.58,17 (+23,21)  |
| Vladimir Klepinin    | 500 m (m)    | 33e       | 38,09 (+1,76)     |
| Vladimir Klepinin    | 1000 m (m)   | 34e       | 1.15,99 (+3,56)   |
| Vadim Sajoetin       | 1500 m (m)   | 30e       | 1.57,03 (+5,74)   |
| Vadim Sajoetin       | 5000 m (m)   | 27e       | 7.01,93 (+26,97)  |
| Jevgeni Sanarov      | 5000 m (m)   | 19e       | 6.59,02 (+24,06)  |
| Jevgeni Sanarov      | 10.000 m (m) | 14e       | 14.21,12 (+50,57) |
| Vadim Sjaksjakbajev  | 500 m (m)    | 12e       | 37,07 (+0,74)     |
| Vadim Sjaksjakbajev  | 1000 m (m)   | 20e       | 1.15,06 (+2,63)   |
| Sergej Tsybenko      | 1500 m (m)   | 33e       | 1.57,43 (+6,14)   |
|                      |              |           |                   |
| Ljoedmila Prokasjeva | 3000 m (v)   | 4e        | 4.19,33 (+1,90)   |
| Ljoedmila Prokasjeva | 5000 m (v)   | 6e        | 7.28,58 (+14,21)  |
| Kenzjesj Sarsekenova | 3000 m (v)   | 24e       | 4.45,56 (+28,13)  |

### Schansspringen
| Olympiër           | Discipline                     | Resultaat | Prestatie                                          |
| ------------------ | ------------------------------ | --------- | -------------------------------------------------- |
| Kajrat Biekenov    | normale schans individueel (m) | 49e       | 157,5 punten 91,0 p. (79,0 m) + 66,5 p. (69,0 m)   |
| Kajrat Biekenov    | grote schans individueel (m)   | 58e       | 35,2 punten 7,3 p. (68,5 m) + 27,9 p. (75,5 m)     |
| Aleksandr Kolmakov | normale schans individueel (m) | 46e       | 165,5 punten 89,5 p. (78,5 m) + 76,0 p. (73,5 m)   |
| Aleksandr Kolmakov | grote schans individueel (m)   | 48e       | 96,9 punten 52,6 p. (87,0 m) + 44,3 p. (83,5 m)    |
| Andrej Vervejkin   | normale schans individueel (m) | 24e       | 221,5 punten 102,0 p. (85,0 m) + 119,5 p. (92,0 m) |
| Andrej Vervejkin   | grote schans individueel (m)   | 37e       | 134,1 punten 72,0 p. (97,5 m) + 62,1 p. (92,0 m)   |

### Shorttrack
| Olympiër         | Discipline | Resultaat | Prestatie                  |
| ---------------- | ---------- | --------- | -------------------------- |
| Jelena Sinitsina | 500 m (v)  | 21e       | dnq, vr 6 (3e): 50,36      |
| Jelena Sinitsina | 1000 m (v) | dq        | dnq, vr 2: diskwalificatie |

Amerikaanse Maagdeneilanden · Amerikaans-Samoa · Andorra · Argentinië · Armenië · Australië · België · Bermuda · Bosnië en Herzegovina · Brazilië · Bulgarije · Canada · Chili · China · Chinees Taipei · Cyprus · Denemarken · Duitsland · Estland · Fiji · Finland · Frankrijk · Georgië · Griekenland · Groot-Brittannië · Hongarije · IJsland · Israël · Italië · Jamaica · Japan · Kazachstan · Kirgizië · Kroatië · Letland · Liechtenstein · Litouwen · Luxemburg · Mexico · Moldavië · Monaco · Mongolië · Nederland · Nieuw-Zeeland · Noorwegen · Oekraïne · Oezbekistan · Oostenrijk · Polen · Portugal · Puerto Rico · Roemenië · Rusland · San Marino · Senegal · Slovenië · Slowakije · Spanje · Trinidad en Tobago · Tsjechië · Turkije · Verenigde Staten · Wit-Rusland · Zuid-Afrika · Zuid-Korea · Zweden · Zwitserland